# Fusarium napiforme
Fusarium napiforme är en svampart som beskrevs av Marasas, P.E. Nelson & Rabie 1988. Fusarium napiforme ingår i släktet Fusarium och familjen Nectriaceae.   Inga underarter finns listade i Catalogue of Life.